# Inger Millerová
Inger Miller, přechýleně Inger Millerová (* 12. června 1972 Los Angeles, Kalifornie) je bývalá americká atletka, sprinterka, mistryně světa v běhu na 200 metrů z roku 1999.

## Kariéra
Individuální úspěchy dosáhla zejména na trati 200 metrů – skončila čtvrtá na olympiádě v Atlantě v roce 1996 a zvítězila na mistrovství světa v roce 1999. Další medaile na mezinárodních soutěžích získala jako členka štafety USA na 4 × 100 metrů – zlato z olympiády v Atlantě v roce 1996 a na světovém šampionátu v Athénách o rok později a stříbro z mistrovství světa v roce 2003.
Navázala tak na sportovní úspěchy svého otce, kterým byl Lennox Miller, držitel stříbrné (z roku 1968) a bronzové (z roku 1972) olympijské medaile z běhu na 100 metrů.